# 長時間曝光攝影

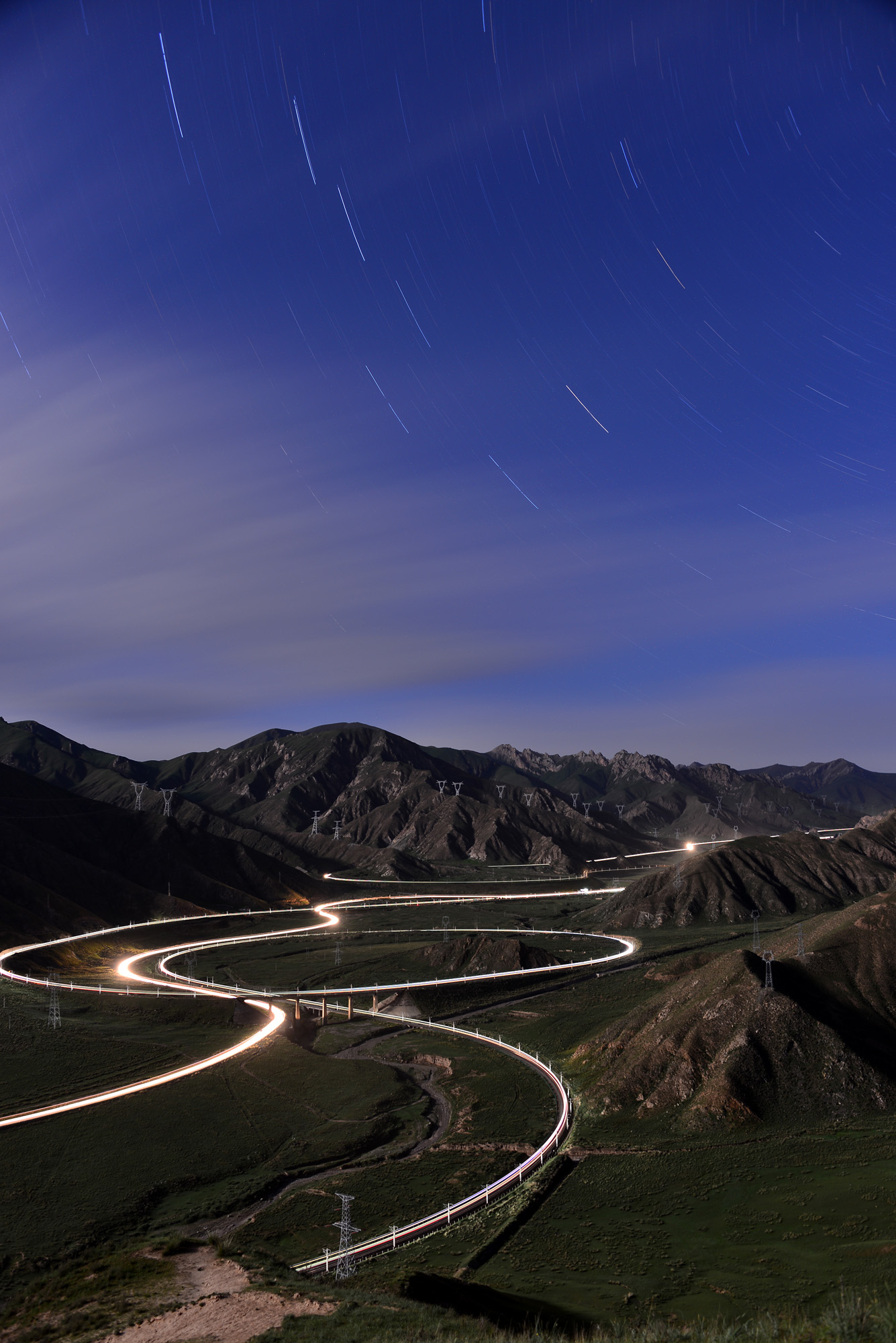
长曝光下的青藏铁路关角展线，运行的列车灯光随曲折的线路形成了一条光跡。

長時間曝光攝影（英語：Long exposure photography），是一種長時間開啟快門的攝影技巧。常用於夜間攝影、光跡攝影、水景攝影及天文攝影等。

## 技術

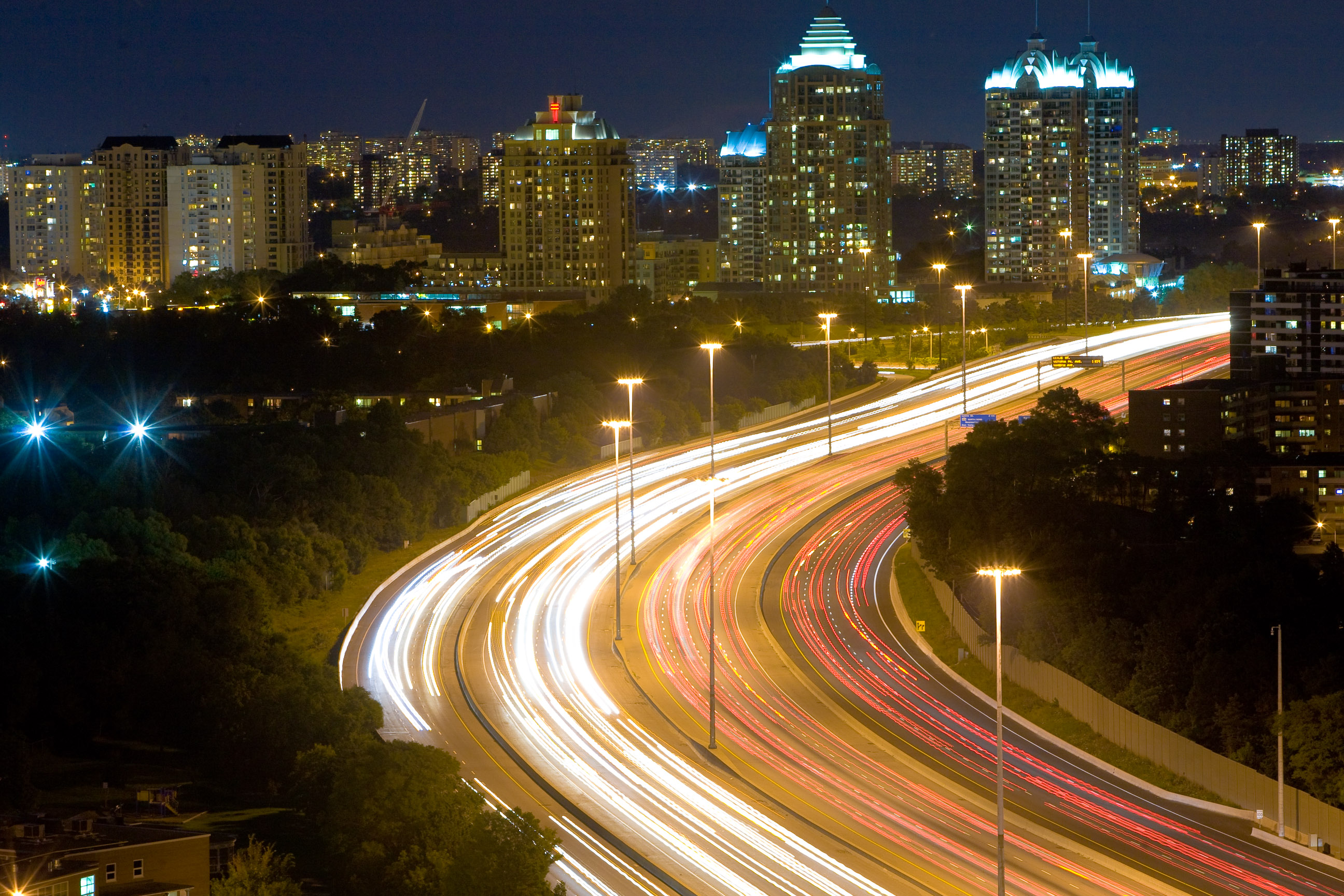
夜間道路攝影，以8秒的快門時間為例，道路上的光跡是汽車的前大燈與尾燈，但由於車輛高速移動，故在照片裡沒有顯示出完整的車輛。

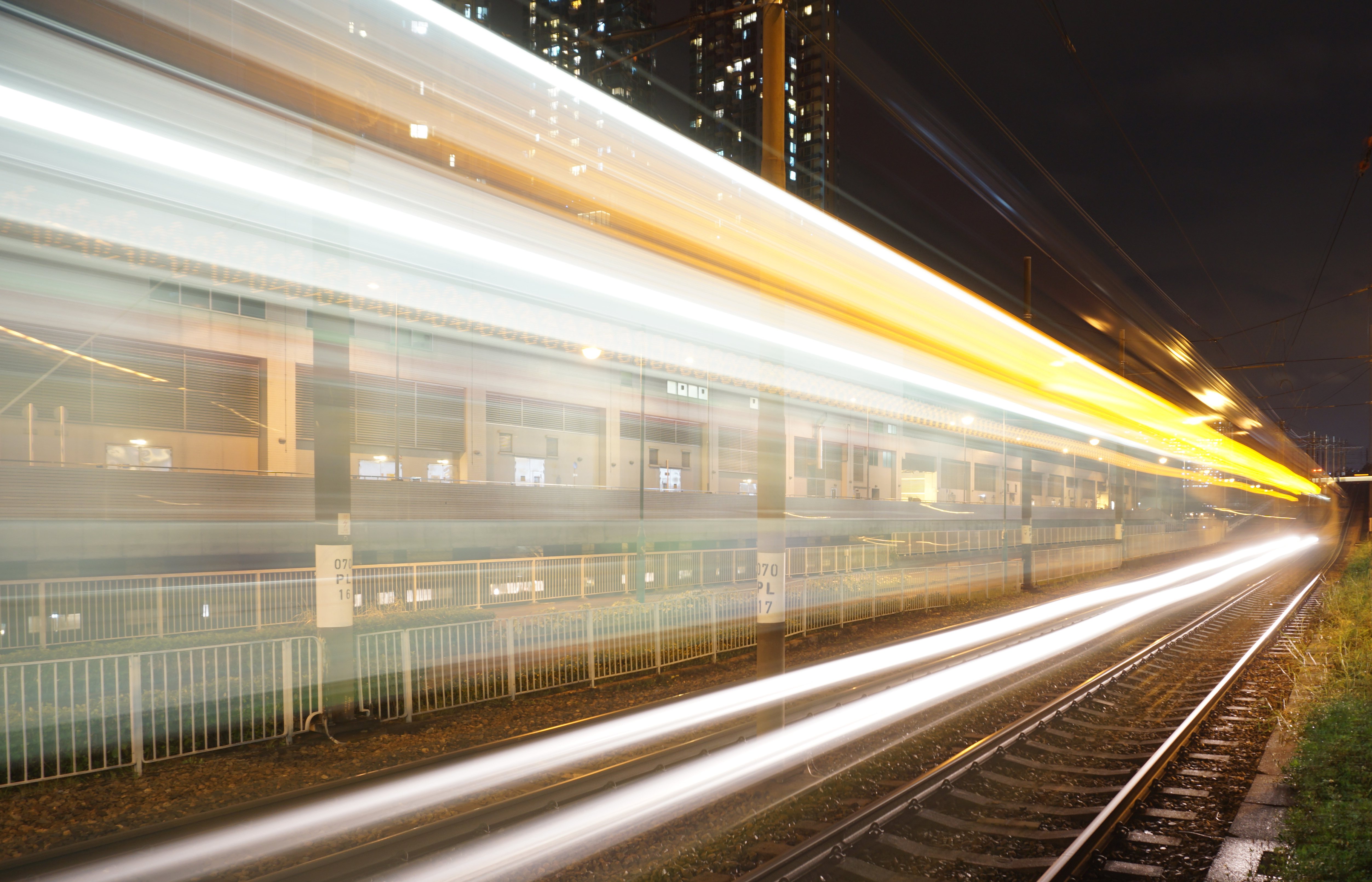
以6秒曝光的夜間鐵路攝影之近距離效果，下方的兩道白光為車頭燈，右上方黃光是路線顯示燈。隨着列車駛近，車廂裡的照明白燈逐漸增加（左上）。

當一個拍攝的場景，同時包括固定和移動的物體時（例如固定街道與移動的車輛），長時間曝光攝影可以造成有趣的效果，如光跡。長時間曝光攝影，容易實做在低光環境的條件下，但仍可以在明亮光線使用濾鏡或特別設計的相機，避免過度曝光。通常會將照相機固定在腳架上，以延長的快門線操作快門，避免人為因素振動到拍攝時的相機，導致原本預期拍攝的固定物體的畫面發生模糊。

### 夜間攝影

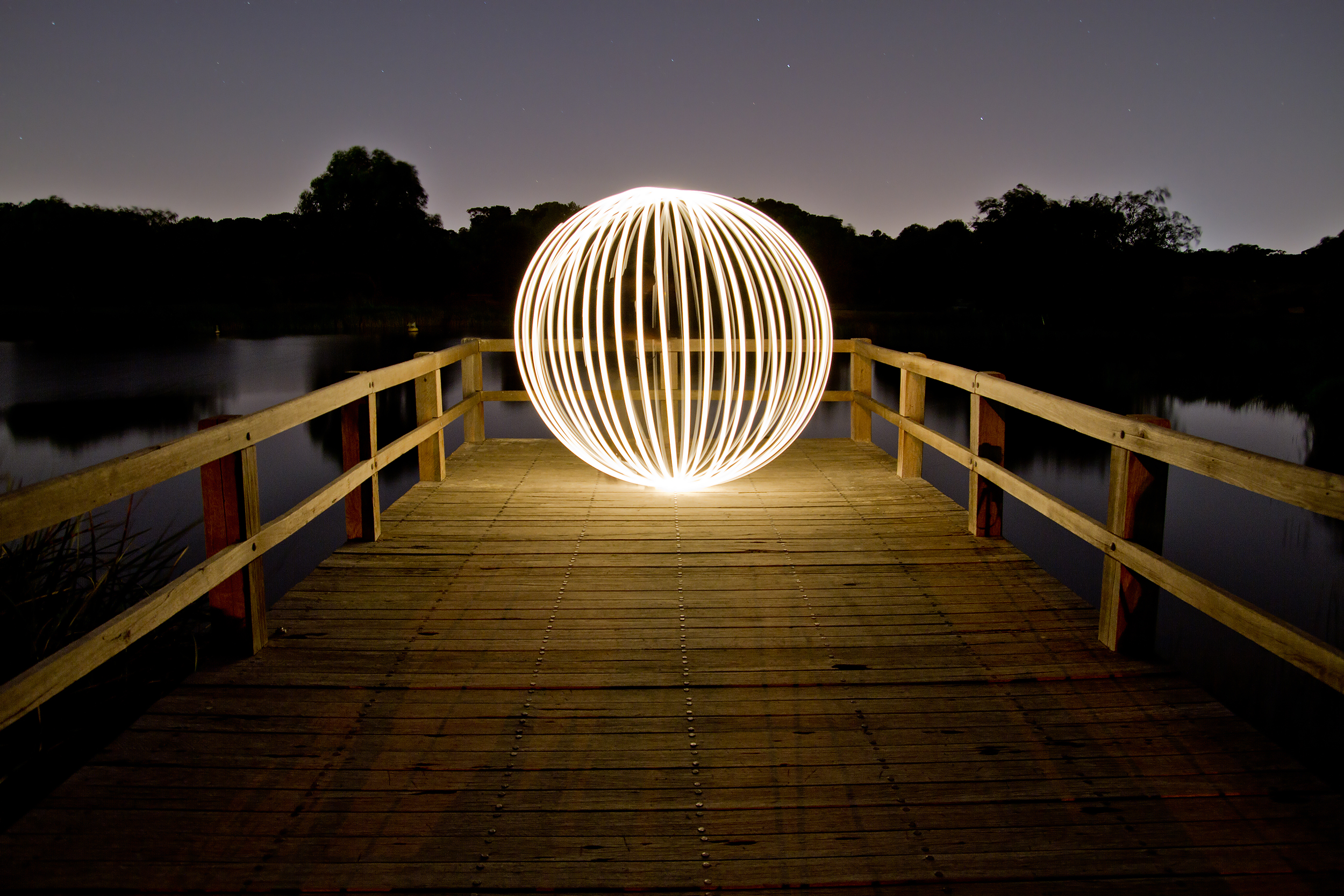
光繪是光跡攝影的類型之一

長時間曝光攝影，通常用於夜間攝影，以產生有別於白天時間的畫面。藉由延長相機的快門開放時間，以吸收更多的光線，創造一個更清晰的照片。通常會以角架固定，避免模糊。並放大光圈，避免曝光不足，導致照片一片漆黑。

### 光跡攝影
用這種技術時，場景將保持相當的暗，而照相者或助手拿一個光源——可以是一隻小手電筒——並移動之畫出圖形。光源可以在不同筆畫間關掉。通常在景中不動的物件會給短暫開啟的錄像室燈光、一個或更多閃光燈、或逐漸放大的光圈描繪。

### 水景攝影
長時間曝光攝影，能夠白霧化模糊移動中的水，並保持靜止物體的清晰感，藉以表現出水流的動感。

### 日照軌跡

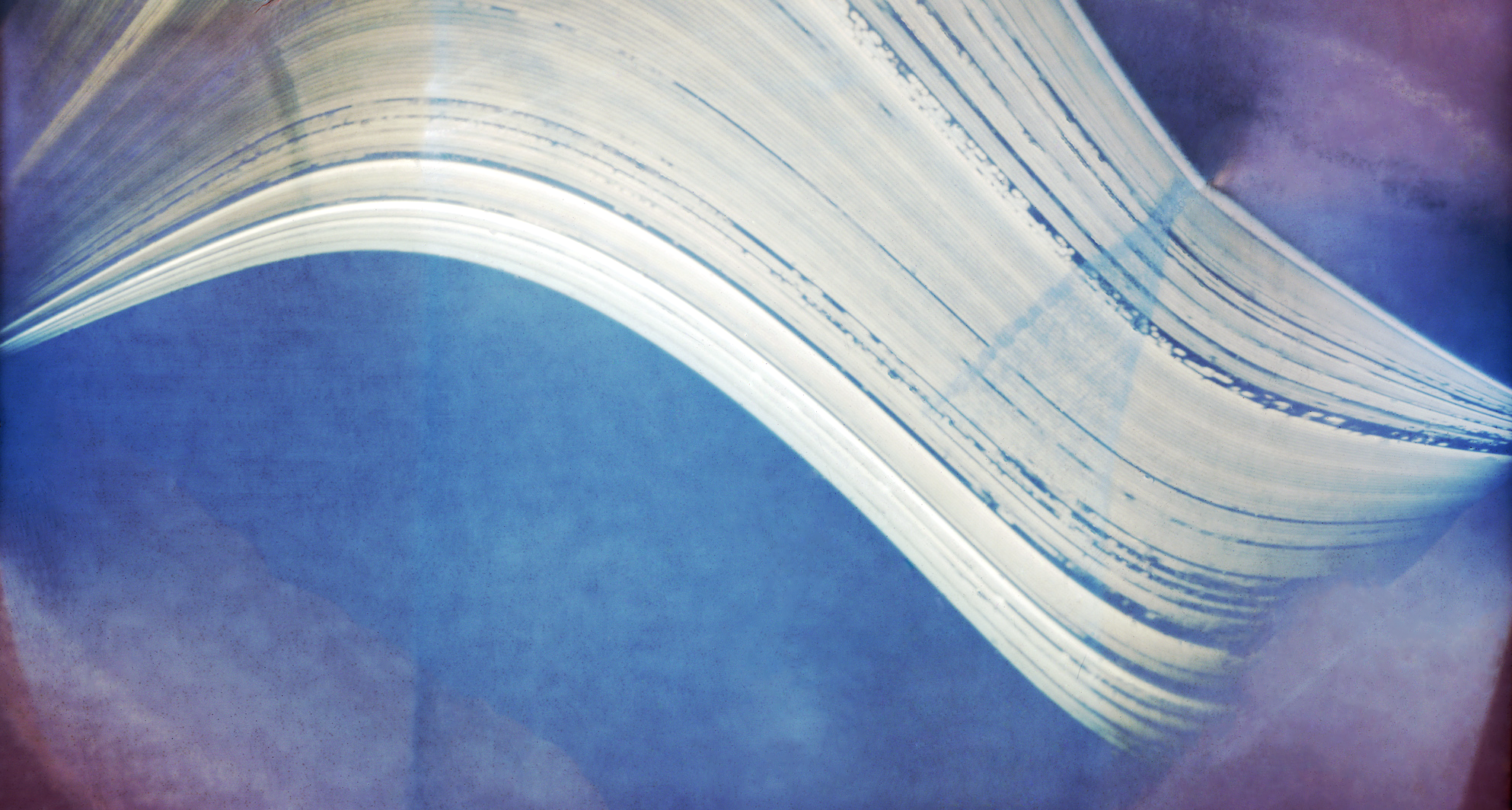
針孔相機的拍攝作例之二，曝光時間為6個月，記錄太陽的移動軌跡（ESO）。

日照軌跡（Solargraphy）是一種記錄太陽在特定時間內移動軌跡的攝影方法。拍攝日照軌跡需要很長的曝光時間，通常以月為單位，例如6個月。把相紙放進針孔相機，在沒有使用顯影劑的情況下，產生影像。
值得一題的是，儘管使用黑白相紙，最後獲得的卻是彩色照片。經過6個月的曝光，相紙出現可見的負像。用掃瞄器將影像數碼化，在電腦上用軟件調較色彩平衡、反差、色相，最終轉化為彩色的正像照片。
日照軌跡的概念，源於2000年波蘭一個叫Solaris的小組，這個小組的成員在2000年至2001年期間，率先拍攝日照軌跡照片。至2002年，芬蘭女藝術家Tarja Trygg在波蘭出席一個國際攝影工作坊的時候，得悉這種攝影的存在。一位攝影師告訴她，在不同緯度的地方，日照軌跡也有不同，激發她的好奇心。
為了獲得世界各地的日照軌跡，Tarja Trygg開始尋求別人的協助，最初是她的朋友，然後是任何人，最後成為一項超越國界的計劃，參與者來自世界各地。截至2010年2月，Tarja Trygg已收集到超過500張照片。

## 外部連結
- Long Exposure Photography inspirations （页面存档备份，存于）